# Tischfernsprecher W 46

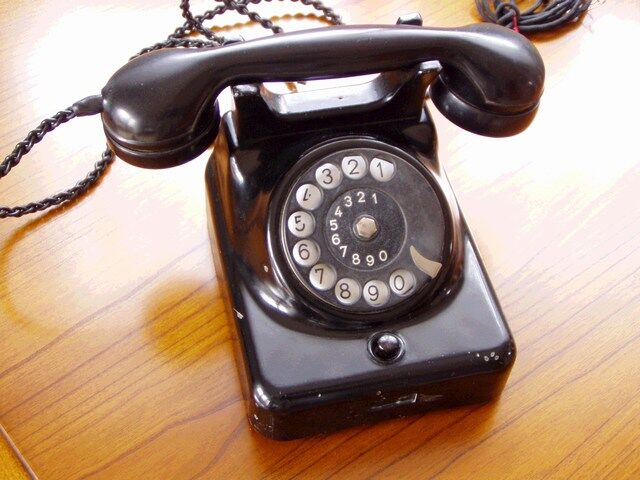
Tischfernsprecher W 46 von SABA

Der Tischfernsprecher W 46 (Wählfernsprecher 46) war der erste, 1946 völlig neu konstruierte Tischfernsprecher nach dem Zweiten Weltkrieg in den westlichen Besatzungszonen Deutschlands. Außer dem Übertrager und dem Handapparat wurde kein Teil von seinen Vorgängern W 28 und W 38 übernommen. Auch bekam er eine neue Gehäuseform. Hersteller war die Schwarzwälder Apparate-Bau-Anstalt August Schwer Söhne (SABA, bekannt in erster Linie durch die Fabrikation von Rundfunkgeräten) in Villingen. Der W 46 erhielt 1947 die Zulassung der Deutschen Post (welche nach 1950 in Deutsche Bundespost umbenannt wurde).
Der W 46 ist eine sehr solide Konstruktion, seine kantig-schmale Form wirkt eher schlicht und zweckmäßig, weniger elegant im Gegensatz zum W 38. Die hochglänzend schwarz lackierte Gehäusekappe besteht aus tiefgezogenem Stahlblech, die starre, nur durch einen Stift betätigte Gabel aus Zinkdruckguss, der vom W 28 stammende Telefonhörer aus dem duroplastischen Werkstoff Bakelit. Auf der Rückseite des Gehäuses ist der Schriftzug „SABA“ in erhabenen Buchstaben eingeprägt. Der Nummernschalter ist ebenfalls eine Neukonstruktion und nicht kompatibel mit dem Nummernschalter 38 (NS 38). Sein Emaille-Ziffernring hat schwarze Ziffern auf weißem Grund, die Fingerlochscheibe („Wählscheibe“) besteht aus schwarzem Bakelit. Ihre Löcher sind etwas kleiner als beim NS 38. Es gab auch Exemplare mit einer sogenannten „Fingermuldenscheibe“. In dieser von SABA neu entwickelten Wählscheibe aus Thermoplast befinden sich statt der üblichen Löcher kleine halbkugelförmige Vertiefungen (siehe Foto). Ein Prinzip, das sich nicht durchsetzte, weil vor allem Frauen mit langen Fingernägeln Wählprobleme bekamen und beispielsweise ein Bleistiftende als Hilfe benutzen mussten.

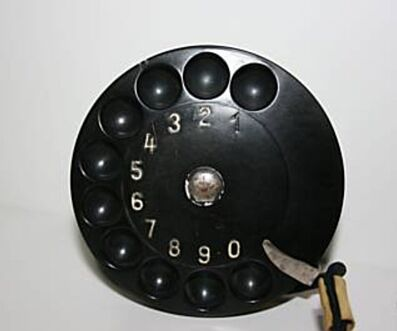
Die SABA-Fingermuldenscheibe

Alle elektrischen und mechanischen Bauteile sind auf der stabilen  Metall-Grundplatte befestigt und mit gebundenen Kabelbäumen frei verdrahtet. Der zweispulig ausgeführte Wecker ist ein sogenannter „Doppelschalen-Wecker“ mit zwei unterschiedlich klingenden, ineinander montierten Metall-Glockenschalen. Den W 46 gibt es mit und ohne Erdtaste.
SABA bekam für die Herstellung des W 46 ein Kontingent für die französische Besatzungszone, baute daher diesen Apparat nur in kleinen Stückzahlen. Das ist auch der Grund, weshalb der W 46 heute selbst in Sammlerkreisen recht unbekannt und dementsprechend selten ist. Ebenfalls wird wegen des geringen Bekanntheitsgrads auch in vielen Quellen fälschlicherweise der W 48 (eine Weiterentwicklung des Reichspost-W 38) als erster westdeutscher Nachkriegsfernsprecher angegeben. Ab 1950 baute SABA mit anderen Telefonbaufirmen nur noch den W 48, welcher sich als Standardfernsprecher der Deutschen Bundespost über viele Jahre durchgesetzt hatte und in sehr großen Stückzahlen produziert wurde. Gegen Mitte der 1950er-Jahre stellte SABA die Telefonproduktion ein.